# KTO Rosomak
El transporte blindado de personal con ruedas KTO Rosomak ("Wolverine") es un vehículo militar multifunción 8 8 producido por Rosomak S.A. (anteriormente Wojskowe Zakłady Mechaniczne) en Siemianowice Śląskie, una empresa del grupo de armamento polaco. El vehículo es una variante con licencia del Patria AMV.

## Historia
En diciembre de 2002, el Ministerio de Defensa Nacional de Polonia firmó un contrato para comprar 690 vehículos Patria AMV, que se fabricarán en Polonia. Los principales competidores del AMV fueron el MOWAG Piranha y el  Steyr Pandur. Como parte del pedido inicial, 690 vehículos se entregarían en dos variantes básicas: 313 vehículos de combate de infantería y 377 vehículos de transporte/base especial. En octubre de 2013, el pedido aumentó a 997 para la entrega entre 2014 y 2019.
El nombre Rosomak (en polaco para Wolverine) fue elegido tras un concurso organizado por la revista Nowa Technika Wojskowa. El Rosomak reemplazará los obsoletos OT-64 SKOT APC y parcialmente el BWP-1 actualmente en servicio con las Ejército de Tierra de Polonia.

## Variantes

### Variantes en uso por ejército polaco
- Rosomak: Vehículo de combate de infantería equipado con la torreta Oto Melara Hitfist-30P armada con un cañón de cadena ATK Mk 44 de 30 mm y una ametralladora OTAN UKM-2000C de 7,62 mm. La torreta tiene un avanzado sistema de control de fuego con mira térmica y un sistema de advertencia láser Obra conectado a seis lanzadores de granadas de humo 902A ZM Dezamet de 81 mm. La variante de vehículo de combate de infantería modificada para la guerra en Afganistán se llamaba Rosomak-M1M, estaba equipada con armadura adicional compuesta de acero, comunicaciones mejoradas, cortadores de alambre frente a la escotilla del conductor y el comandante, cámaras de video que mostraban la parte trasera y los lados del vehículo en dos pantallas LCD en compartimento de tropas, sistema Pilar que detecta la dirección del fuego. Debido a la armadura adicional, esta variante no puede flotar y no tiene hélices de agua. Esta variante se actualizó aún más al estándar conocido como M1M. El cambio más notable es la adición de la red anti RPG QinetiQ RPGNet y el nuevo camuflaje "arena". Otros cambios incluyen la instalación del sistema Duke anti IED y el sistema Blue Force Tracking BMS (sistemas prestados por el Ejército de los EE. UU.). Todos los Rosomaks más antiguos ("verdes") en el estándar M1 también recibieron RPG Net.
- Rosomak-M2 y M3: Variante de transporte blindado de personal modificada para la misión en Afganistán equipada con equipo de trabajo similar (incluida armadura adicional) como variante M1. La principal diferencia es que esta variante está equipada con torreta abierta OSS-D con lanzagranadas Mk-19 de 40 mm o ametralladora pesada NSW / WKM-B de 12,7 mm.
- Rosomak-S : Variante de transporte blindado de personal para dos equipos antitanques armados con misiles antitanque Spike.
- 'Rosomak-WEM' : Vehículo blindado de ambulancia con tripulación de 3, capaz de transportar a 3 soldados heridos en camillas y otros cuatro en posición sentada. La variante WEM-M para Afganistán estaba equipada con armadura adicional y RPGNet igual que en la variante M1M.
- 'Rosomak-WRT': Vehículo de reconocimiento.
- 'Rosomak-WSRiD':  Vehículo de supervisión y reconocimiento multisensorial
- Rosomak-AWD : Vehículo de comando de artillería. Vehículo de comando para el módulo de fuego de la compañía de mortero M120K Rak[2]
- Rosomak-WD : Vehículo de mando.[3]
- M120K Rak: Vehículo de artillería de mortero de 120 mm, entregado por primera vez en julio de 2017.[4]
- 'Rosomak-NJ': Vehículo de entrenamiento para conductores.

## Galería

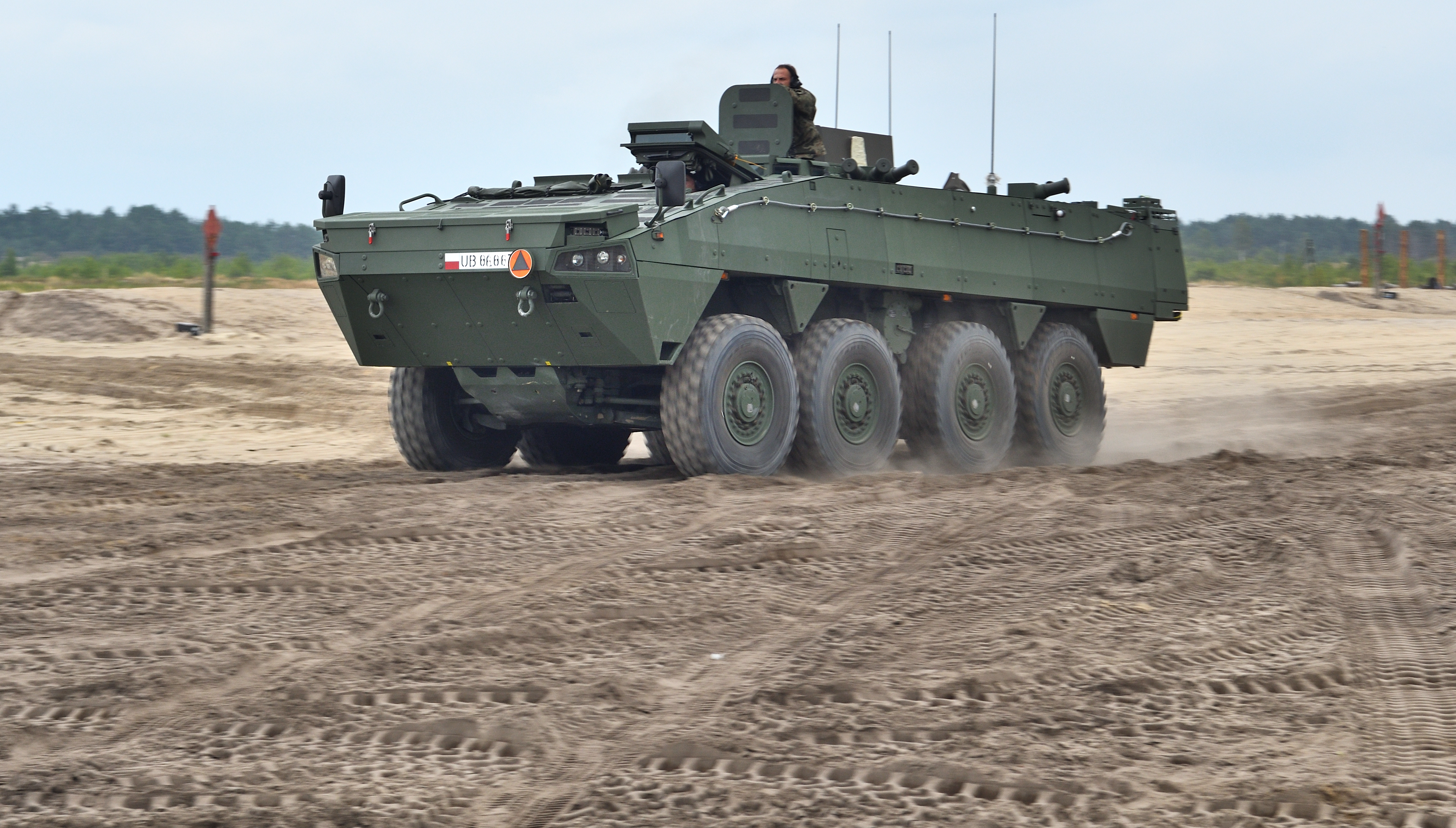
Rosomak-AWD
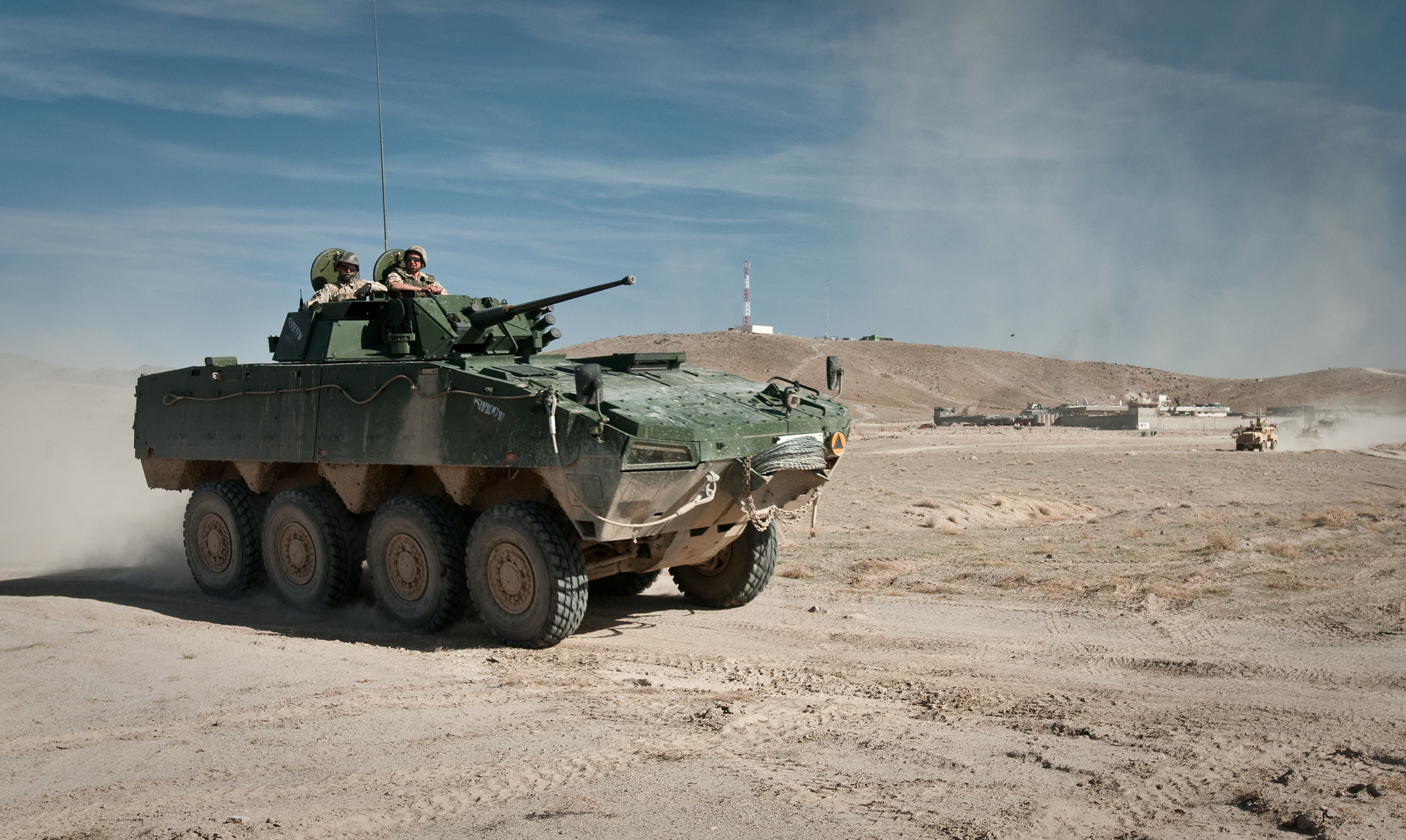
KTO Rosomak
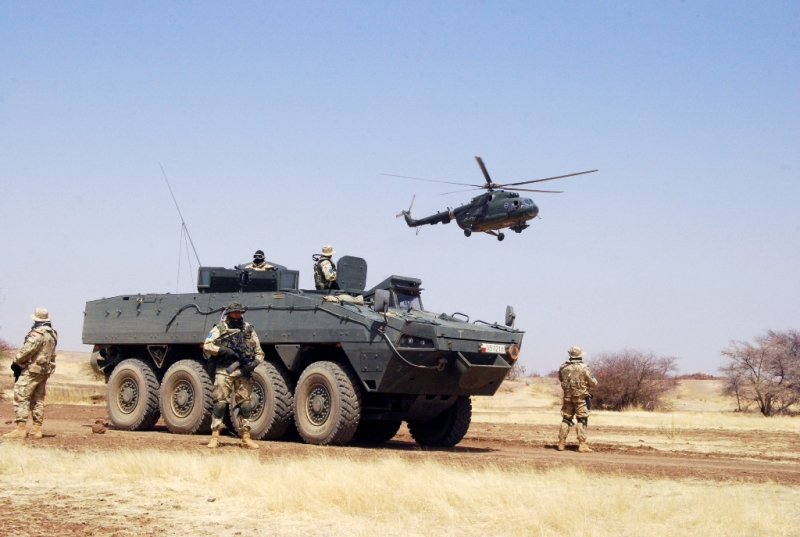
Rosomak-M3
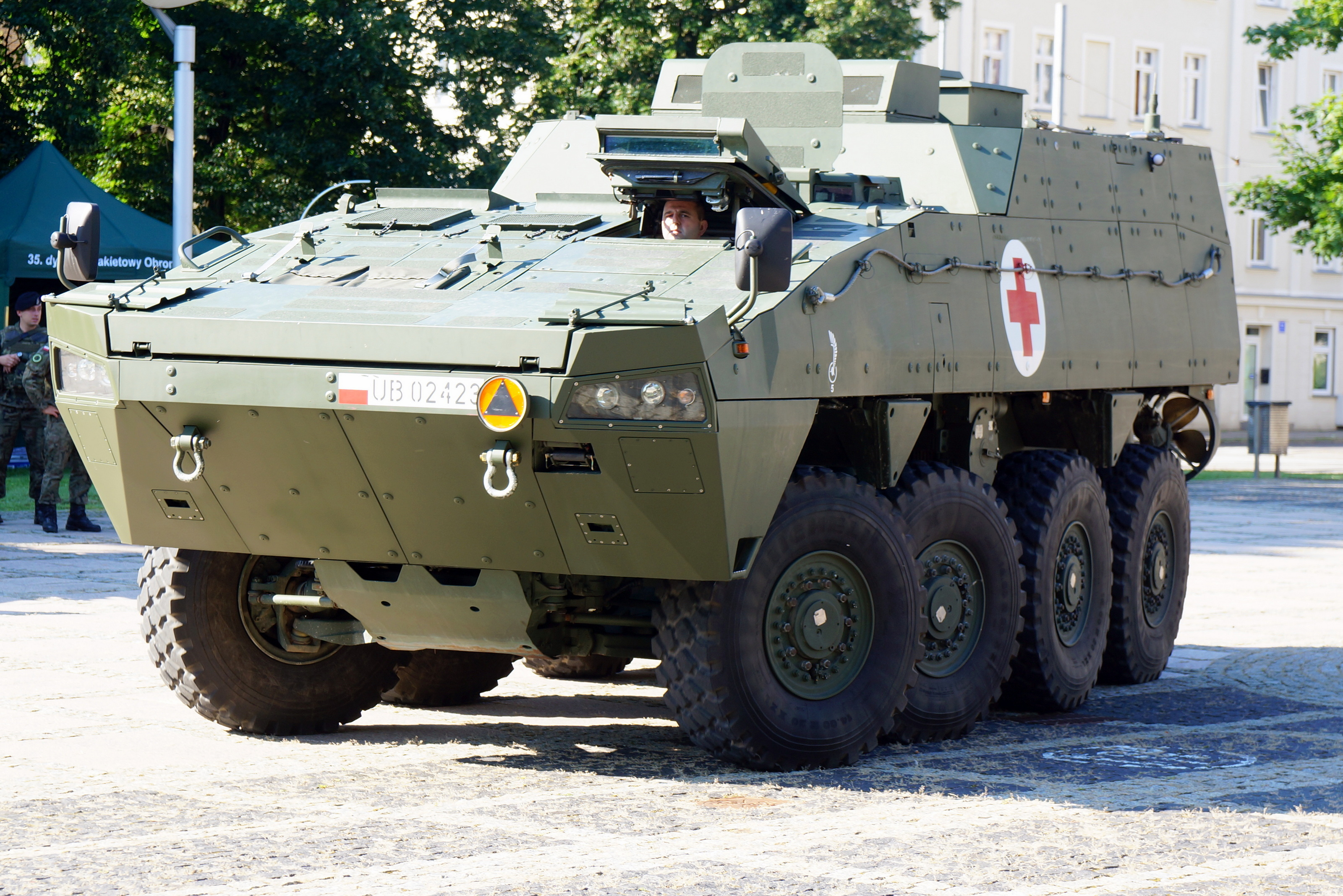
Rosomak-WEM
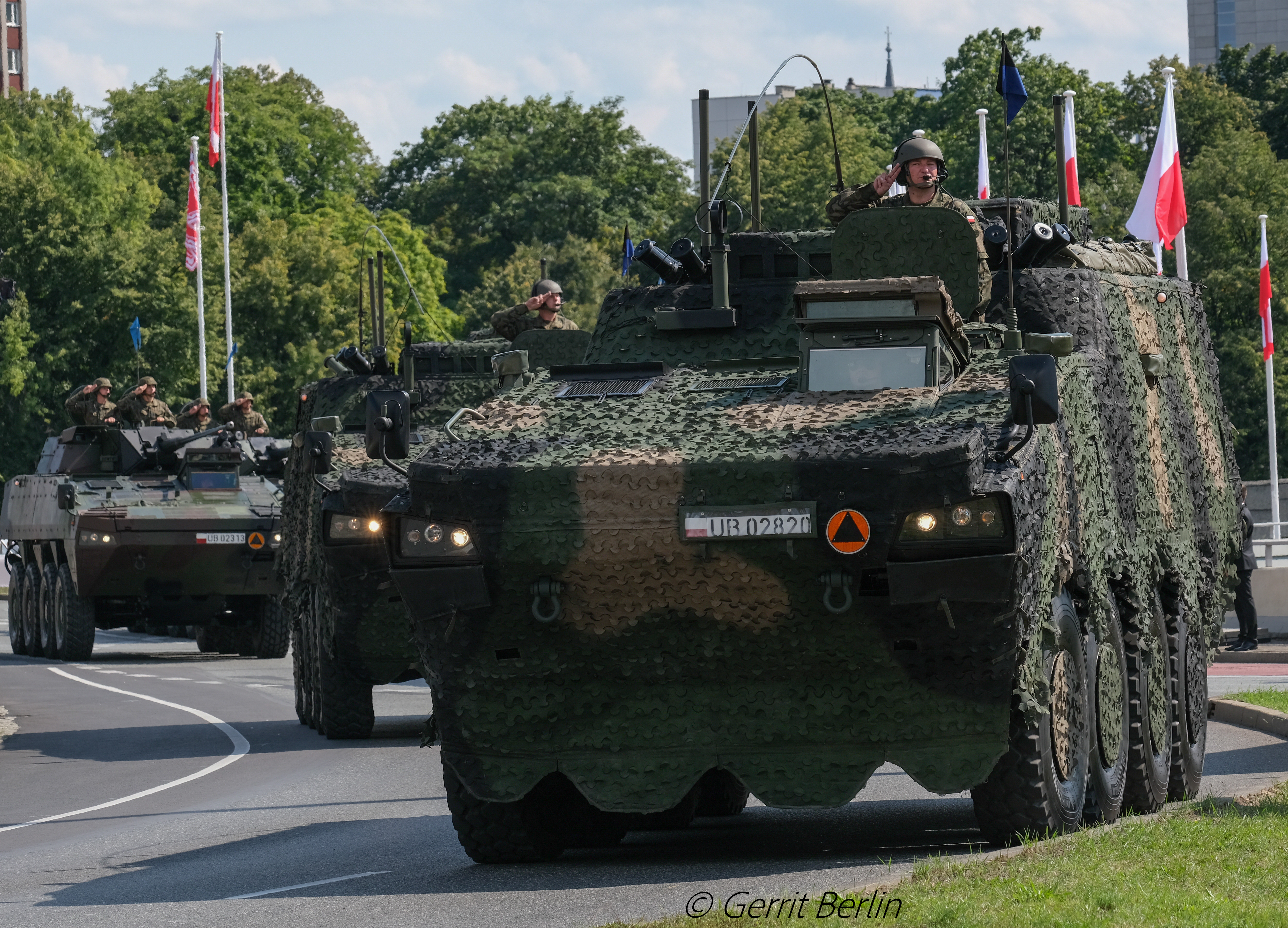
Rosomak-WD
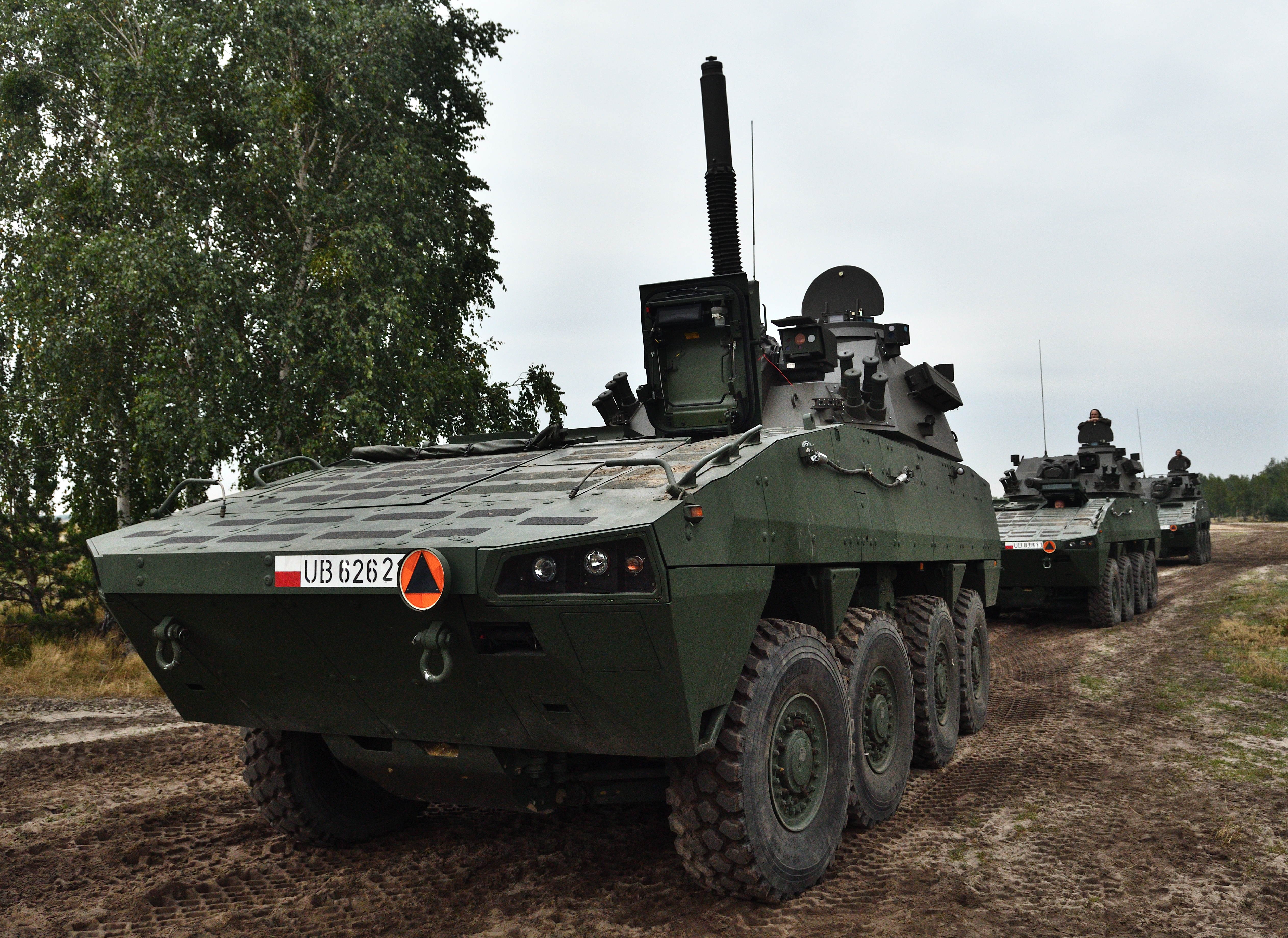
M120K Rak
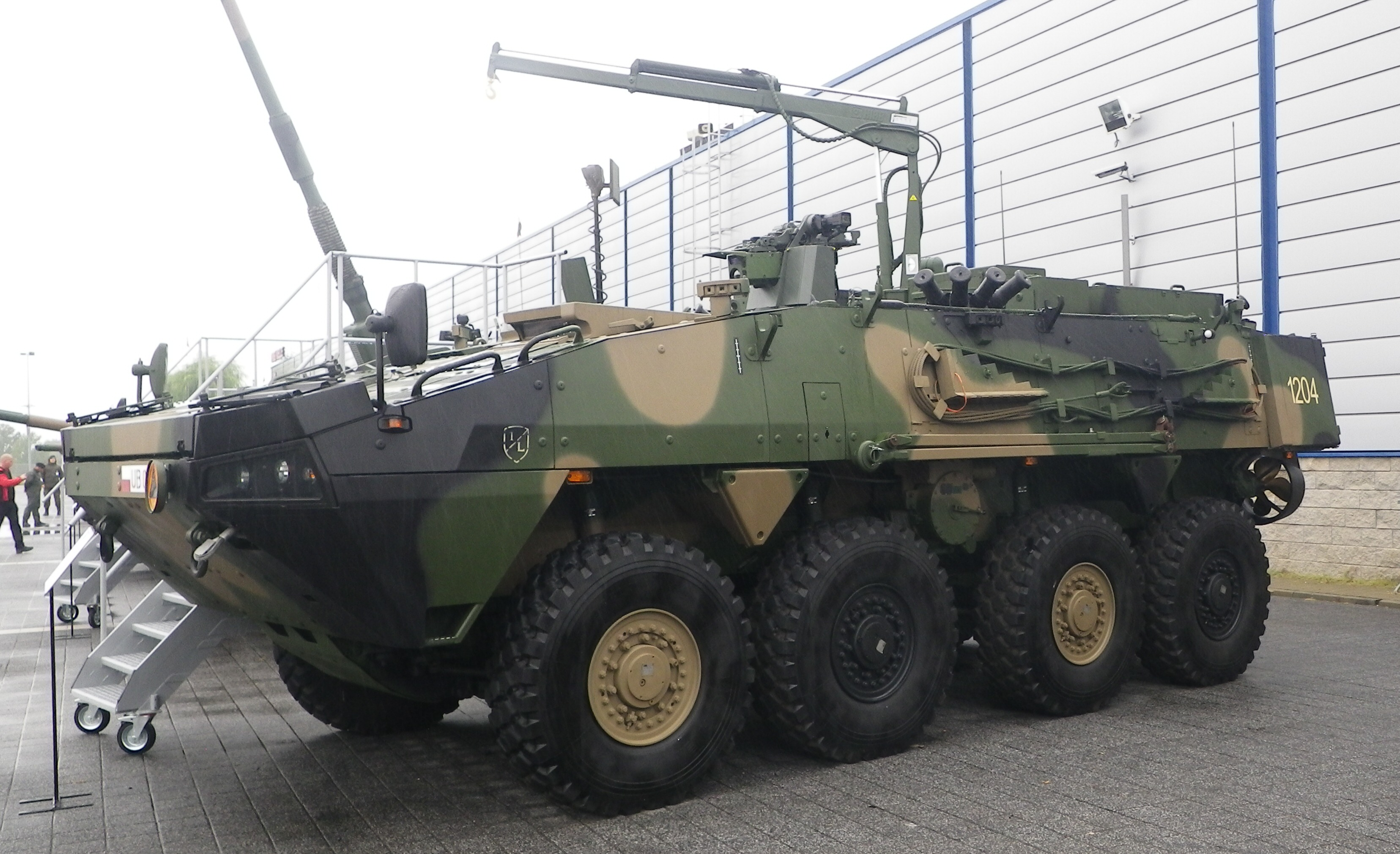
Rosomak-WRT
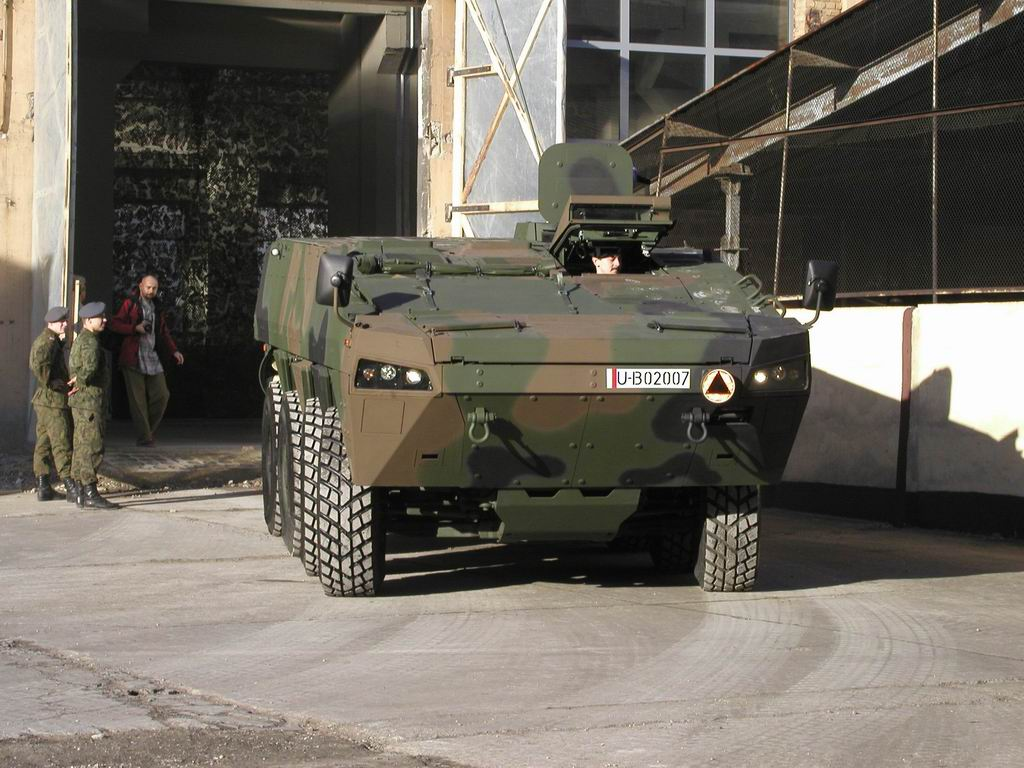
KTO Rosomak básico

## Historial de combate
Guerra en Afganistán (2001–presente)
Invasión rusa de Ucrania

## Operadores
Polonia es el único usuario del KTO Rosomak, pero como primer cliente de exportación de Patria Oy, AMV & WZM SA tiene derecho a exportar KTO Rosomak en algunos mercados. En 2006, el KTO Rosomak se probó en Malasia.
 Polonia
Ejército de Polonia - 863 unidades en versiones diferentes (hasta 2020).
 Emiratos Árabes Unidos
40 Patria AMV fabricados en Polonia.
 Ucrania
200 KTO Rosomak (100 en 2023 y 100 en futuro)